# Rushford (Nova Iorque)
Rushford é uma vila no Condado de Allegany, Nova York, Estados Unidos. A população era de 1.150 no censo de 2010. Rushford está na parte noroeste do Condado de Allegany e é a nordeste de Olean.

## História
Os primeiros colonos chegaram em 1808. A vila de Rushford foi formada em 1816, a partir de parte da cidade de Caneadea. Parte de Rushford foi levado para formar a mais recente cidade de Nova Hudson , em 1825.
Quando o Lago Rushford foi formado por uma barragem no Caneadea Creek, em 1927, as comunidades de East Rushford e Kelloggville foram inundadas pela água subindo.

## Pessoas notáveis
- Nelson F. Beckwith, antigo deputado de Wisconsin
- Hiram Bond, advogado empresarial e banqueiro de investimento, cuja fazenda em Santa Clara, Califórnia, foi usada por Jack London para a cena de abertura no The Call of The Wild.
- Frank W. Higgins, o ex-Governador de Nova York.
- James McCall, ex-Senador do Estado de Nova York
- Philip Gordon Wylie, conhecido escritor, casado Frederica Ballard, que nasceu e cresceu em Rushford, Nova York; ambos estão enterrados em Rushford.[3]

## Geografia
De acordo com o United States Census Bureau, a cidade tem uma área total de 36,1 quilômetros quadrados (93.5Predefinição:Convert/LoffAoffDflipSoff, de que 35.3 quilômetros quadrados (91.4Predefinição:Convert/LoffAoffDflipSoff é a terra e de 0,77 quilômetros quadrados (2.0Predefinição:Convert/LoffAoffDflipSoff, ou de 2,19%, é água. O centro da cidade, Rushford, é um censo local designado.
A linha ocidental da vila é a fronteira do Condado de Cattaraugus (cidade de Farmersville).
A New York State Route 243 atravessa a cidade (leste-oeste).

## Demografia
De acordo com o censo de 2000, existiam 1,259 pessoas, 479 famílias, e 346 famílias que residem na cidade. A densidade populacional foi de 35,6 pessoas por milha quadrada (de 13,8/km²). Havia 1,394 unidades habitacionais em uma densidade média de 39.4 por milha quadrada (15.2./km²). A composição racial da cidade era 98.97% de Brancos, De 0,08% Nativos Americanos, De 0,08%, Asiáticos, de 0,16% de outras raças, e de 0,71%, a partir de duas ou mais raças. Hispânicos ou Latinos de qualquer raça foram 0.87% da população.
Haviam 479 famílias do que em 32,8% tinham filhos menores de 18 anos que vivem com eles e 59,9% eram casais que vivem juntos, de 7,9% tinham um chefe de família do sexo feminino sem marido presente, e 27,6% eram não-famílias. De 21,9% das famílias eram compostas de indivíduos e 11,1% tinha alguém morando sozinho quem era 65 anos de idade ou mais. O tamanho médio do agregado familiar foi 2.63 e a média do tamanho da família foi 3.09.
Na cidade, a população era de se espalhar, com 27,3% sob a idade de 18 anos, 7.0% de 18 a 24, de 24,3% de 25 a 44, 24.0% de 45 a 64, e de 17,4% que tinham 65 anos de idade ou mais. A mediana de idade foi de 40 anos. Para cada 100 mulheres, havia 100.2 machos. Para cada 100 mulheres de 18 anos ou mais, havia 97.2 machos.

## As comunidades e locais em Rushford
- Balcom Praia – Um hamlet no lado norte do Lago Rushford na Rota 243.
- East Rushford – Uma antiga comunidade agora coberta pelo Lago Rushford.
- Fairview – Uma aldeia no canto noroeste da cidade.
- Hardy Corners – Um vilarejo no sudoeste da cidade.
- Hillcrest – Uma aldeia no lado sul do Lago Rushford na Estrada do Condado 49.
- Kellogsville – Uma antiga comunidade agora coberta pelo Lago Rushford.
- Rushford – O hamlet de Rushford na Rota 243, zona oeste do Lago Rushford.
- Lago Rushford – Um lago localizado no leste da localidade de linha, de modo que parte do lago adjacente cidade de Caneadea.